# Князев, Данила Сергеевич
Дани́ла Серге́евич Кня́зев (род. 18 июня 2003, Москва, Россия) — российский футболист, полузащитник курского «Авангарда».

## Карьера
Воспитанник московской школы ФШМ. Профессиональную карьеру начал в 2021 году в составе ростовского СКА. 20 августа того же года перешёл в белорусский клуб «Минск». В Высшей лиге Беларуси дебютировал 22 августа в матче против «Немана» (0:4), заменив на 86-й минуте Антона Шрамченко. В феврале 2022 года пополнил ряды клуба «Оренбург-2». 2 ноября 2023 года провёл единственный матч за основную команду в Кубке России против ЦСКА (1:3), заменив на 64-й минуте Ивана Башича. Летом 2024 года подписал контракт с курским «Авангардом».